# Genealogia. Studia i materiały historyczne
Genealogia. Studia i materiały historyczne – wydawnictwo seryjne, poświęcone genealogii. Jego redaktorem jest Marek Górny. Pierwszy numer „Genealogii” ukazał się w 1991 roku, do 2006 roku ukazało się 18 tomów.
Na łamach „Genealogii” publikowali m.in. Kazimierz Jasiński, Jan Tęgowski i Przemysław Wiszewski. Poruszana jest tam tematyka genealogii wszystkich warstw społecznych – od rodów książęcych i królewskich po rodziny chłopskie.